# Percutane endoscopische gastrostomie
Percutane endoscopische gastrostomie of PEG is een techniek om een sondeslang in de maag te leggen via de buikwand. Deze dunne slang wordt gebruikt om een patiënt te voeden die geen voeding op de normale wijze tot zich kan nemen. Zo'n PEG-sonde of PEG-katheter heeft bij chronische toepassing minder complicaties dan een neussonde (een slang die via neus, keel en slokdarm naar de maag wordt gevoerd).

## Techniek

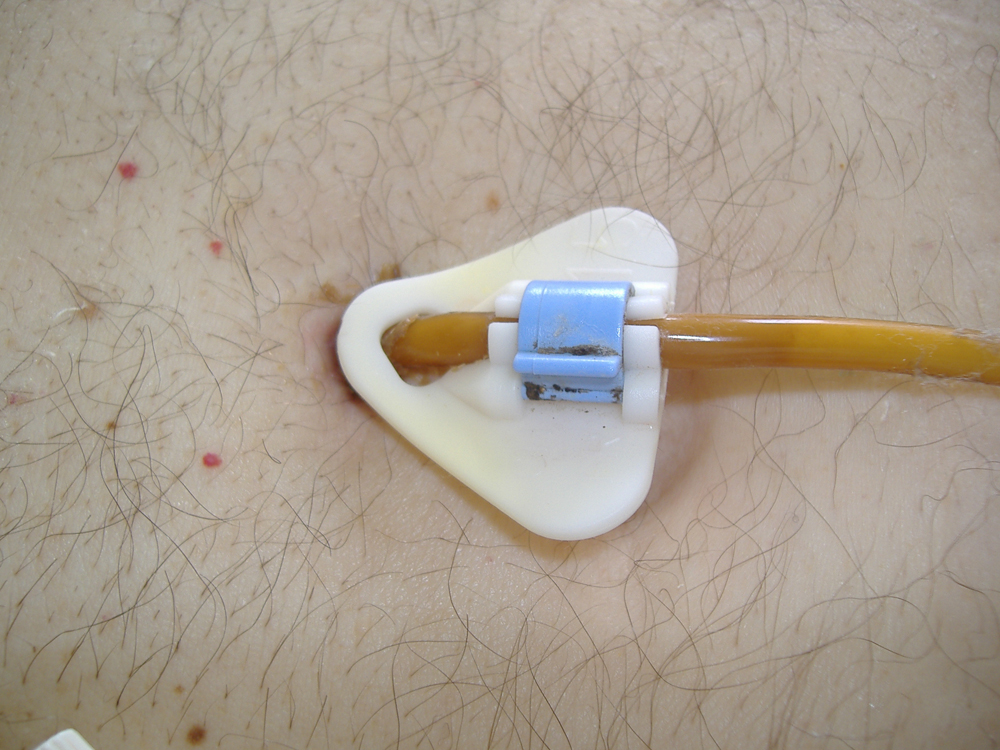
PEG-sonde, zonder verband

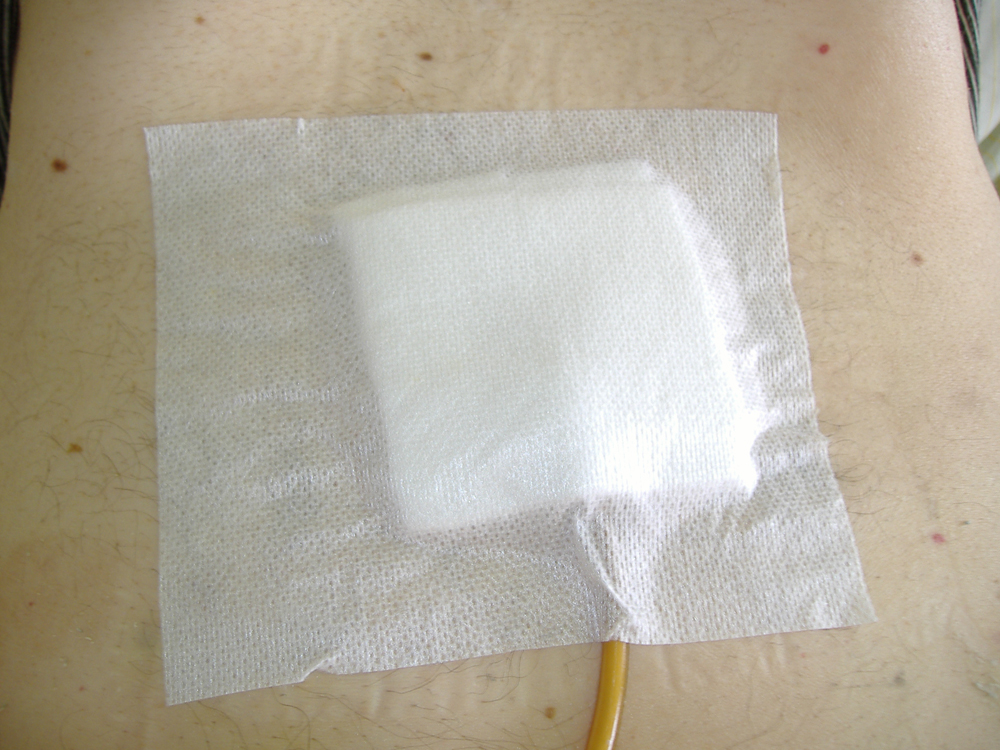
PEG-sonde, met verband

Een PEG wordt ingebracht door middel van een endoscopische procedure – een gastroscopie. Als de gastroscoop in de maag gebracht is, wordt de onderzoeksruimte verduisterd en probeert men een plek te vinden waar men het licht van de endoscoop  door de buikwand heen ziet schijnen. Daar maakt men onder plaatselijke verdoving een klein sneetje in de buikwand en voert daardoor een draad naar binnen; die men met de scoop vervolgens in de maag tevoorschijn ziet komen. De endoscopist pakt de draad vast en voert hem via de keel naar buiten. Daar wordt de speciale sondeslang aan de draad vastgemaakt, waarop men de sonde voorzichtig aan de draad via het gemaakte sneetje naar buiten trekt. Aan de binnenkant van de PEG-sonde zit een plaatje, dat ervoor zorgt dat de sonde er niet helemaal uit gaat. Aan de buitenkant wordt een tweede plaatje gemonteerd; de eerste paar weken moet het geheel strak tegen elkaar zitten. Daarna heeft zich een gangetje (fistel) gevormd en mag het plaatje van de slang wat losser gezet worden.

## Indicaties
Een PEG wordt aangeboden aan mensen die zelf niet of niet genoeg (meer) kunnen eten of drinken, of zich erg vaak verslikken, bijvoorbeeld:
- Kinderen en volwassenen met een (meestal aangeboren) hersenbeschadiging.
- Kinderen en volwassenen met een verstandelijke beperking.
- Na een cerebrovasculair accident (beroerte).
- In het laatste stadium van progressieve hersenziekten.
- Wanneer in geval van keelkanker en behandeling door middel van radiotherapie de keel niet meer gebruikt kan / mag worden om te eten en te drinken.
- Bij comapatiënten of bij langdurige beademing.
- Soms wordt een PEG aangebracht om medicatie toe te dienen, bijvoorbeeld bij parkinsonpatiënten die een voortdurende toediening van levodopa (in de vorm van Duodopa) nodig hebben.
- Bij slik- en passagestoornissen van de slokdarm.
- Bijvoeden van ernstig verzwakte patiënten.

## Vervanging
Als de PEG (meestal na ongeveer anderhalf jaar) slecht wordt, moet ze vervangen worden. Dit kan natuurlijk door middel van een nieuwe endoscopische procedure. Er bestaan echter ook systemen die men van buitenaf door de bestaande PEG-opening naar binnen brengt en die in de maag wordt vastgezet met een ballonnetje of een parapluutje. Nadeel is dat het plaatje van de oorspronkelijke PEG wordt afgeknipt en in het lichaam blijft. Meestal wordt dit met de ontlasting uitgescheiden, maar het is mogelijk dat dit niet gebeurt.

## Complicaties

### Tijdens de plaatsing
- Er is geen geschikte plaats om de sonde te plaatsen. De plaatsing wordt dan gestaakt.
- Ademhalingsproblemen door verslikking tijdens de ingreep
- Bloeding van de insteekopening
- Tijdelijk stilliggen van de darm
- Perforatie van de dunne darm na aanprikken

### Na de plaatsing
- Als de PEG de eerste week niet goed strak zit, zal de buikwand niet goed een fistel kunnen vormen met de maagwand. Er kunnen ontstekingen ontstaan als buikvliesontsteking.
- Op de plaats waar de PEG-katheter het lichaam verlaat kan iets gaan ontsteken of er kan wat "wild vlees" gaan groeien. Een enkele keer ontstaat een ernstiger ontsteking. Belangrijk is om de insteekopening zo droog mogelijk te houden en de PEG weer goed te fixeren.
- Het plaatje van de PEG-katheter kan vastgroeien aan  de maagwand ("buried bumper"). Dit tracht men te voorkómen door één week na plaatsing, de PEG dagelijks naar binnen te duwen, dompelen, en 360 graden te draaien, om hem vervolgens weer vast te zetten. Dit niet te los en niet te strak.
- De ballon-katheters groeien niet vast, maar kunnen onbedoeld worden verwijderd. Dit als bijvoorbeeld de ballon stuk of leeg is of er te hard aan getrokken wordt. Te allen tijde zal er in de opening iets gestopt moeten worden, het makkelijkst is de katheter zelf. Als vervanging te lang duurt, zal het gat dichtgroeien en zal er een nieuwe opening gemaakt moeten worden, door chirurg of MDL-arts.
- De sonde kan eruit vallen. Dit is niet gevaarlijk. Dek de wond af en contacteer uw arts. De wond groeit in ongeveer 24 uur dicht.

## Ethiek
Door een PEG is men eigenlijk altijd in staat vocht, voeding en medicatie te geven, ook wanneer levensverlenging niet meer in het belang van de patiënt wordt geacht. Met wilsbekwame patiënten zal men dit tevoren bespreken. Bij wilsonbekwaamheid, bijvoorbeeld coma, ligt dit moeilijker. De PEG is daarom wel een "fuik" genoemd.